# Роча, Хулио
Хулио Роча Лопес (12 октября 1950 — 13 января 2018) — никарагуанский футбольный функционер, сотрудник по развитию ФИФА, президент Центральноамериканского футбольного союза и президент Никарагуанской федерации футбола. В мае 2015 года Роча Лопес был арестован в Швейцарии в связи с обвинениями в коррупции в США.
Роча Лопес был дисквалифицирован Комитетом по этике ФИФА.
В декабре 2016 года он признал себя виновным в федеральном суде Бруклина, США, по обвинению в сговоре о вымогательстве и сговоре о мошенничестве с финансовыми ресурсами. В частности Роча получал взятки за права трансляции рекламы во время матчей сборной Никарагуа. Роча находился под домашним арестом и носил электронный браслет, выйдя под залог в 1,5 миллиона долларов.
13 января 2018 года Роча Лопес умер от рака в США.